# شالوم لوگان
شالوم لوگان (به انگلیسی: Shaleum Logan)متولد۲۹ ژانویه ۱۹۸۸ در انگلستان است او تاکنون در تیم منچستر سیتی و برانفورد بازی کرده‌است .